# 926 Імхілд
926 Імхілд (926 Imhilde) — астероїд головного поясу, відкритий 15 лютого 1920 року.
Тіссеранів параметр щодо Юпітера — 3,173.